# Calbiochem
Компания Calbiochem Biochemicals — американский филиал компании Мерк КГаА. В 1958 году компания была организована в Лос-Анджелесе. В 1995 году она приобрела другую американскую компанию — Oncogene Research Products. В январе 2004 года иммунохимические продукты каталогов Calbiochem и Oncogen Research Products были объединены единой торговой маркой Calbiochem Immunochemicals. Сегодня R&D и основная часть производства находятся в США (Мэдисон и Сан-Диего). Главный европейский офис расположен в городе Ноттингем, Великобритания.
Каталог предназначен в первую очередь для лабораторий, занимающихся фундаментальными исследованиями в области передачи клеточного сигнала.